# Dominique Schirmer
Pour les articles homonymes, voir Schirmer.
Dominique Schirmer (1er juillet 1740, Landser - 23 février 1805, Colmar), est un homme politique français.

## Biographie
Frère de Jean-Louis Schirmer, il est élu, le 24 germinal an VI, député du Haut-Rhin au Conseil des Anciens, où son rôle fut peu important. 
Rallié au 18 brumaire, il est élu, le 4 nivôse an VIII, par le Sénat conservateur, député du Haut-Rhin au Corps législatif, en sort en l'an XII, et devint, le 5 germinal de cette dernière année, directeur des droits réunis dans le Haut-Rhin.